# 錫爾弗瓦利 (北卡羅萊納州)
錫爾弗瓦利（英語：Silver Valley）是位於美國北卡羅萊納州戴維森縣的非建制地區。

## 地理
錫爾弗瓦利所處的海拔為高於海平面223米（即732英呎），而該地所採用的時區為UTC-5，即北美东部时区（EST）。同時該地設有夏令時間，為UTC-5調快一小時，即UTC-4（EDT）。